# Ložín
Ložín este o comună slovacă, aflată în districtul Michalovce din regiunea Košice. Localitatea se află la altitudinea de 119 m deasupra n.m., se întinde pe o suprafață de 8,25 km2 și în 2017 număra 812 locuitori.

## Istoric
Localitatea Ložín este atestată documentar din 1227.

## Demografie
| An:                | 1994 | 2004   | 2014   | 2024   |
| ------------------ | ---- | ------ | ------ | ------ |
| Număr de persoane: | 766  | 817    | 807    | 833    |
| Diferență:         |      | +6,65% | −1,22% | +3,22% |

| An:                | 2023 | 2024   |
| ------------------ | ---- | ------ |
| Număr de persoane: | 838  | 833    |
| Diferență:         |      | −0,59% |